# Nexhati Jakupi
Nexhati Jakupi (mac. Неџати Јакупи; ur. 10 lipca 1973 w Gostiwarze) – północnomacedoński chirurg i polityk pochodzenia albańskiego, w latach 2011–2014 deptuowany do Zgromadzenia Republiki Macedonii z ramienia Demokratycznego Związku na rzecz Integracji.